# Đền Hàm Rồng
Đền Hàm Rồng là một ngôi đền thuộc xã Đại Mỗ, huyện Từ Liêm, Hà Nội. Đã được nhà nước xếp hạng di tích lịch sử văn hóa. Do địa thế ngôi đền có phong thủy đẹp, nằm bên con sông Nhuệ, đoạn uốn khúc, gần cầu Đôi, bên cạnh có con ngòi, có vạt cỏ chìa ra được coi là lưỡi rồng. Hai bên có hai giếng đào rất cổ, được coi là mắt rồng. Cây cối cùng Địa mạo rất đẹp nên được coi là Hàm Rồng.
Truyền thuyết cho rằng,Cao Biền khi cai quản Giao Châu (Việt Nam) thường cưỡi diều đi tìm,trấn yểm những vùng đất có phong thủy đẹp của Việt Nam. Khi bay qua đây,thấy giật mình vì nơi đây phong thủy đẹp ắt về sau sẽ sinh người tài.Cao Biền đã đặt kim khí, yểm bùa vào 2 giếng đào gần ngôi Đền.Về sau vua nhà Lê đã từng cho voi về sục nước giếng,tìm kim khí để giải bùa,khi voi sục nước giếng lên,nước đỏ như máu,vua cho múc cạn nước đi nhưng không hết được,bùa chỉ được giải trong 1 giai đoạn,về sau đó vùng đất nơi đây đã sinh ra Nguyễn Quý Đức,một nhân tài trong lịch sử Việt Nam (xem thêm chuyện kể về thần đồng Nguyễn Quý Đức và dòng họ NGuyễn Quý)